# Петровеньки (станція)
Петрове́ньки — вантажно-пасажирська залізнична станція Луганської дирекції Донецької залізниці.
Розташована на заході міста Петрово-Красносілля Краснолуцька міська рада, Луганської області на лінії Дебальцеве — Красна Могила між станціями Комендантська (14 км) та Штерівка (19 км).
Через військову агресію Росії на сході Україні транспортне сполучення припинене, водночас на середину листопада 2018 р. двічі на день курсує 2 пари електропоїздів сполученням Фащівка — Красна Могила, що підтверджує сайт Яндекс.